# M. Butterfly
M. Butterfly – amerykański film dramatyczny z 1993 roku, wyreżyserowany przez Davida Cronenberga oraz oparty na kanwie sztuki teatralnej autorstwa Davida Henry'ego Hwanga o tym samym tytule. W filmie w rolach głównych wystąpili Jeremy Irons i John Lone. Irons wcielił się w postać francuskiego dyplomaty romansującego z chińską śpiewaczką operową. Jednym z głównych tematów obrazu są stereotypy związane z orientalizmem. Światowa premiera projektu odbyła się we wrześniu 1993 w trakcie Międzynarodowego Festiwalu Filmowego w Toronto.

## Obsada
- Jeremy Irons − René Gallimard
- John Lone − Song Liling
- Ian Richardson − ambasador Toulon
- Barbara Sukowa − Jeanne Gallimard
- Annabel Leventon − Frau Baden
- Shizuko Hoshi − towarzyszka Chin
- Vernon Dobtcheff − agent Entacelin

## Nagrody i wyróżnienia
- 1994, Sant Jordi Awards:
  - nagroda Sant Jordi w kategorii najlepszy aktor zagraniczny (wyróżniony: Jeremy Irons)[2]